# 仮面ライダー倶楽部 激突ショッカーランド
『仮面ライダー倶楽部 激突ショッカーランド』（かめんライダーくらぶ げきとつショッカーランド）は、1988年2月3日にバンダイから発売された、ファミリーコンピュータ用ゲームソフト。

## 概要
デフォルメ化された「仮面ライダーシリーズ」のキャラクターが活躍するアクションRPG。
仮面ライダー1号、仮面ライダー2号、仮面ライダーV3がそれぞれ主人公になっており、途中で現れる怪人を倒しながらステージを進んでいき最終ボスを目指す。RPG要素があり、怪人や戦闘員を倒すと経験値が加算され、ライダーのレベル（最大レベル8）が上がる。次のステージに進む入口を開くには、一定のお金を所持していないとならない。お金は怪人や戦闘員を倒したり、途中にあるブロックを破壊すると手に入る。
マップモードと戦闘モードがあり、マップモードではブロックやショップ、カジノ、質屋などが配置されている。シンボルエンカウント方式で、マップにいる戦闘員に近づくと戦闘モードに突入、ランダムで最高3人の怪人、または戦闘員が現れて「たたかう」「ひっさつわざ」「アイテム」「にげる」を選択して行動する。戦闘は体当たりで押し合い、壁にぶつけることでダメージを与えるというユニークなもの。強くなると相手を壁に叩きつけた際に壁を突き破ることがある（敵と壁の距離、攻撃力にもよる）。壁を突き破った場合はいくらライフが残っていても一撃で倒せる（または倒される）。
3人のライダーはそれぞれ独立したエリアを担当（1号はショッカーランド、2号はショッカータウン、V3はショッカーマウンテン）し、各エリアをすべてクリアした後、ショッカー本拠地に3人で乗り込む（ショッカージャングル、ショッカータワー）という展開になる。順番はプレイヤーが自由に選ぶことができる。ただし、クリアした後に次のエリアのライダーには前のライダーが所有していたお金やアイテムは引き継がれない。各エリアには仮面ライダーアマゾン、仮面ライダーX、仮面ライダーストロンガーが「お助けライダー」として登場し、ショップで3万円で購入することで仲間に加わる。なお、お助けライダーは各ステージ終了とともに離脱する。
本作には隠しコマンドでのコンティニューは存在するが、セーブ機能やパスワードで続きから始める機能は無い。

## ゲーム内容

### アイテム

#### ショップ
ショップのじどうはんばいき関連で買えるもの。攻撃するアイテムはどれも怪人によっては通用しない場合がある。必殺技はどんな怪人でも通用する。
- ナイフ - 戦闘中に使用。若干のダメージを与えることができ、少し突き飛ばせる。壁際で使うと効果的。
- バリケード - 戦闘中に使用。相手の前に壁を作って動きを封じる（ただし、飛び道具などの特殊攻撃は封じられない）。最初に敵にぶつかるまで有効。
- パワードリンク - 戦闘中に使用。ライフが全回復する。
- ダイナマイト - 戦闘中に使用。若干のダメージを与えることができる。ナイフよりは強いが敵を突き飛ばせない。
- オイル - 戦闘中に使用。相手の前進の速度を鈍らせる。ターン終了まで有効。
- カプセルボール - 戦闘中に使用。相手を投げつけたカプセルボールに閉じ込め動き（特殊攻撃含む）を封じる。基本的に一度壁にぶつけるまで有効だが、敵によっては途中で脱出される場合がある。
- かいじんずかん - 敵の能力値、所持金、アイテムのデータを見ることができる。使ってもなくならない。
- サイクロン号 - 仮面ライダー1号、仮面ライダー2号の必殺技が増える（ショッカーマウンテン以外）。
- お助けライダー（アマゾン、X、ストロンガー） - 各お助けライダーが加入する。
- お助けライダーの武器（ガガのうでわ、ライドルスティック、ちょうでんしダイナモ） - 各お助けライダーの必殺技が増える。

#### ブロック
ステージ上のブロックを破壊すると出てくるもの、ストロンガーは1発で破壊できる。
- お金 - ￥10、￥50、￥100、￥500、￥1,000、￥5,000、の種類がある。
- ダイナマイト - 時間がたつと爆発する。近くにいるとダメージを受ける。
- Wライダー - 一定時間、無敵状態の半透明の分身が登場する。IIコントローラーで操作が可能。
- 風車 - IIコントローラーのマイクを使うと風車が回ってライフが全回復する。
- サイクロン号のカギ - サイクロン号（もしくは操作ライダーの専用バイク）に搭乗し一定時間、無敵状態になる。敵と戦闘することなく倒すことができる。

### ショップ関連

#### ショップ
￥マークの箱に入ると、以下の4種類の店にランダムで入れる。
- じどうはんばいき - 上記のアイテムが買える。
- カードせんよう じどうはんばいき - 「ぎんこう」で入手したカードでのみ買い物ができる自動販売機。
- なぞの じどうはんばいき - 1回￥600でなにが買えるか分からない自動販売機（お助けライダーとその武器だけは手に入らない）。
- ぎんこう - 「よきん」「ひきだし」「かいやく」ができる。「よきん」するとカードが入手できる。カードのお金は、次の回に持ち越せるが、同ステージのみ（その1〜4）だけであり異なるステージには持ち越せない。「かいやく」すると「よきん」が全て引き出される。

#### カジノ、質屋
水玉模様の箱に入ると以下の2種類の店にランダムで入れる。
- しちや - 持っているアイテムを半額で買い取ってくれる。
- ライダールーレット - 変身ベルト型のルーレットができる。赤い印に止まると所持金が倍になる。それ以外で止まると所持金が半分になる。所持金9,999,999で挑むと「こぉまるなぁもぉ」や「プロはおことわりです」と言われ、いったん出ないと勝負してくれない。

#### かいぞうしつ
十字マークの箱に入ると入れる。ライフおよびテクニックの回復、死んだライダーを蘇らせることができる。

## ステージ構成
ステージ毎にボスが存在する。戦う必要はあるが倒す必要は無い。クリアに必要になるのはお金のみ。敵を1体倒して手に入るお金は平均500円から1,000円程度、クリアするのに最低でも約100万円以上必要。以下の3つのステージは好きな順番から始めることができる。

### ショッカーランド
- 全4ステージ
- 登場ライダー：仮面ライダー1号、仮面ライダーアマゾン
- ボス：ゾルたいさ 変身後：オオカミおとこ

### ショッカータウン
- 全4ステージ
- 登場ライダー：仮面ライダー2号、仮面ライダーX
- ボス：しにがみはかせ 変身後：イカデビル

### ショッカーマウンテン
- 全4ステージ
- 登場ライダー：仮面ライダーV3、仮面ライダーストロンガー
- ボス：じごくたいし 変身後：ガラガンダ

上記のステージを全てクリアすると、以下の順序でステージを進む。ライダーは1号、2号、V3の3人で固定され、お助けライダーは離脱する。

### ショッカージャングル
- 全4ステージ
- 登場ライダー 仮面ライダー1号、仮面ライダー2号、仮面ライダーV3
- ボス：ブラックしょうぐん 変身後：ヒルカメレオン

### ショッカータワー
- 全7ステージ
- 登場ライダー 仮面ライダー1号、仮面ライダー2号、仮面ライダーV3
- ボス：しゅりょう

## キャラクター

### プレイヤーのキャラクター
各ライダーにはそれぞれ能力の個性があり、ライフ（ヒットポイントに相当）、テクニック（マジックポイントに相当）、スピード（マップモードや戦闘モードでの素早さ）、パワー（ブロックの破壊力）、ジャンプ（ジャンプ力の高さ）、アタック（戦闘モードで敵を押し出す威力）、技（必殺技。テクニックを消費して使用）の種類や数の違いや、ステータス画面では表記されない木や壁を登るスピード、壁につかまる力やジャンプ中の滞空時間に長さなどがある。
このうち、ライフ最大値、テクニック最大値、アタック、新たな技はレベルアップすることによって増えていく。ライフはマップモードや戦闘モードでダメージを受けると減り、テクニックは戦闘モードで必殺技を使うことで消費する。
ライダー1号
原作での「技の1号」の名のとおりテクニックと必殺技の種類は豊富だが、パワー、スピード、アタックなどの基本能力は低い。壁のよじ登り速度は全ライダー中最速。デザインは旧1号の姿となっている。
必殺技はライダーチョップ、ライダーキック、ライダーなげ、ライダーニーブロック、ライダーきりもみシュート、サイクロンたいあたり（アイテム「サイクロン号」が必要）。
ライダー2号
パワーの高さ以外は1号と大差ない能力。ジャンプ中、Aボタンを連打することで空中に滞空できるため、マップ移動は優れている。壁をよじ登る速度も速い。パッケージで描かれているのは新2号だが、ゲームデザインは旧2号の姿となっている。
必殺技はライダーチョップ、ライダーキック、ライダーがえし、ライダーきりもみシュート、サイクロンたいあたり（アイテム「サイクロン号」が必要）。
ライダーV3
パワー、スピード、ジャンプが高くバランスの取れたライダー。特にジャンプは全ライダー中最高。壁をよじ登る速度は遅め。ステージ後半ではV3でないと倒せない怪人もいる。また、全ライダー中唯一全ての技をレベルアップして覚える。
必殺技はV3パンチ、V3キック、V3ドリルアタック、V3はんてんキック、V3きりもみキック。
ライダーアマゾン
ショッカーランドで購入できるお助けライダー。テクニックは低いが必殺技は強力で戦闘モードで活躍できる。スピードとジャンプが高い反面、壁のよじ登りが極端に遅く、全体的に1号とは逆のステータスとなっている。
必殺技、ジャガーショック、コンドルアタック、だいせつだん、スーパーだいせつだん（アイテム「ガガのうでわ」が必要）。
ライダーX
ショッカータウンで購入できるお助けライダー。バトルシーンでのスピードは全ライダー中最高であるが、壁をよじ登る速度は遅い。
必殺技はXキック、X2だんキック、しんくうじごくぐるま、ライドルのうてんわり（アイテム「ライドルスティック」が必要）。
ライダーストロンガー
ショッカーマウンテンで購入できるお助けライダー。全ライダー中最大のパワーを誇り、ブロックを一撃で壊せる。ライフ、アタック、必殺技の威力も高い。スピードとジャンプ力はV3より劣るが、壁をよじ登る速度はV3より速め。なお、自動販売機では「ライダーストロンガー」と表記されるが、戦闘モードでは字数制限の関係から「ストロンガー」と表記される。
必殺技はでんしチョップ、でんキック、エレクトロファイヤー、エレクトロサンダー、ちょうでんいなずまキック（アイテム「ちょうでんしダイナモ」が必要）。

### 敵キャラクター

#### 戦闘員
1から4までのランクがある。ショッカージャングル、ショッカータワーと進むにつれて強くなっていく。ステージごとにデザインが異なる（タワーとジャングルは同じ）。ナイフを使ってくることもある。

#### 怪人
ショッカーランド
- ドクダリアン - 技は使って来ない。全怪人の中で最も弱い。5000円を落とすことがある。
- モグラング - ナイフを使う。稀にパワードリンクを落とす。
- アルマジロング - 丸まって体当たり攻撃を行う。
- じごくサンダー - ナイフを使う。
- ザンブロンゾ - 体の一部を投げつけて攻撃してくる。
- エイキング - 電撃で攻撃してくる。
- ゾルたいさ - ライフが0になるとオオカミおとこに変身する。
- オオカミおとこ - 全怪人中、最大ダメージを誇るミサイルを発射する。倒すと必ず5万円を落とす。

ショッカータウン
- ゲバコンドル - 技は使って来ないが、パワーは高い。
- カメレオンおとこ - 長い舌で攻撃してくる。
- イソギンチャック - 竜巻で攻撃してくる。
- ユニコルノス - 泡をぶつけて攻撃してくる。
- ゴースター - マグマをぶつけて攻撃してくる。倒すと必ず8000円を落とす。
- ギルガラス - ナイフを使う。スピードが非常に早く、レベルが低いうちは要注意。倒すと必ず1万円を落とす。
- しにがみはかせ - ライフが0になるとイカデビルに変身する。
- イカデビル - イカの脚を巻きつけてライダーの動きを封じる。倒すと必ず5万円を落とす。

ショッカーマウンテン
- クモおとこ - クモの糸を巻きつけてライダーの動きを封じる。
- ジャガーマン - ナイフを使う。
- シオマネキング - 泡をぶつけて攻撃してくる。
- カミキリキッド - 電撃で攻撃してくる。倒すと必ず5000円を落とす。
- ザンジオー - 火炎で攻撃してくる。倒すと必ず1万円を落とす。
- じごくたいし - ライフが0になるとガラガンダに変身する。
- ガラガンダ - 睡眠薬でライダーの動きを封じる、正しくは「ガラガランダ」。

ショッカージャングル
- かまきりおとこ - カマをぶつけて攻撃してくる。
- コブラおとこ - 毒ガスで攻撃してくる。
- ネズコンドル - 顔が若干異なる2種類が居る。くちばしが付いている方が強い。2種類ともナイフを使ってくる。
- にせライダー - ナイフを使ってくる。デザインは1号と同じだが、スピードはこちらの方が速い。
- イノカブトン - 丸まって体当たりをする。
- ガニコウモル - オイルを使ってくる、怪人の中でスピードが最速。
- ブラックしょうぐん - ライフが0になるとヒルカメレオンに変身する。
- ヒルカメレオン - 強力な爆弾を使う。

ショッカータワー
- サボテグロン - 爆弾で攻撃してくる。
- カニバブラー - 泡をぶつけて攻撃してくる。
- にせライダー - ショッカージャングルの時よりもパワーもスピードもアップしている。ナイフを使う。デザインは2号と同じ。
- ドクガンダー - 爆弾で攻撃してくる。
- オオカミおとこ - 変身した状態で登場する。ショッカーランドの時よりもパワーアップしている。
- イカデビル - 変身した状態で登場する。ショッカータウンの時よりもパワーアップしている。
- ガラガンダ - 変身した状態で登場する。ショッカーマウンテンの時よりもパワーアップしている。
- しゅりょう - 技は使ってこないが、スピードとライフはショッカーや怪人よりも桁外れに高い。倒しても経験値は手に入らない。

## 評価
ゲーム誌『ファミコン通信』の「クロスレビュー」では、5・7・7・4の合計23点（満40点）、『ファミリーコンピュータMagazine』の読者投票による「ゲーム通信簿」での評価は以下の通りとなっており、18.74点（満30点）となっている。
| 項目 | キャラクタ | 音楽 | 操作性 | 熱中度 | お買得度 | オリジナリティ | 総合  |
| 得点 | 3.97       | 3.06 | 2.62   | 2.96   | 2.86     | 3.27           | 18.74 |

ゲームムック『死ぬ前にクリアしたい200の無理ゲー ファミコン&スーファミ』では「先に進むのに金がかかるという、謎システムがプレイヤーを困らせる。しかも、敵を倒してもらえるお金は微々たるもの。効率よく稼ぐには、賭博に手を出すしかない」「敵の強さがランダムなせいで、絶対に倒せないレベルの相手も登場する」と評されている。